# Carex nebrascensis
Carex nebrascensis es una especie de planta herbácea de la familia de las ciperáceas.

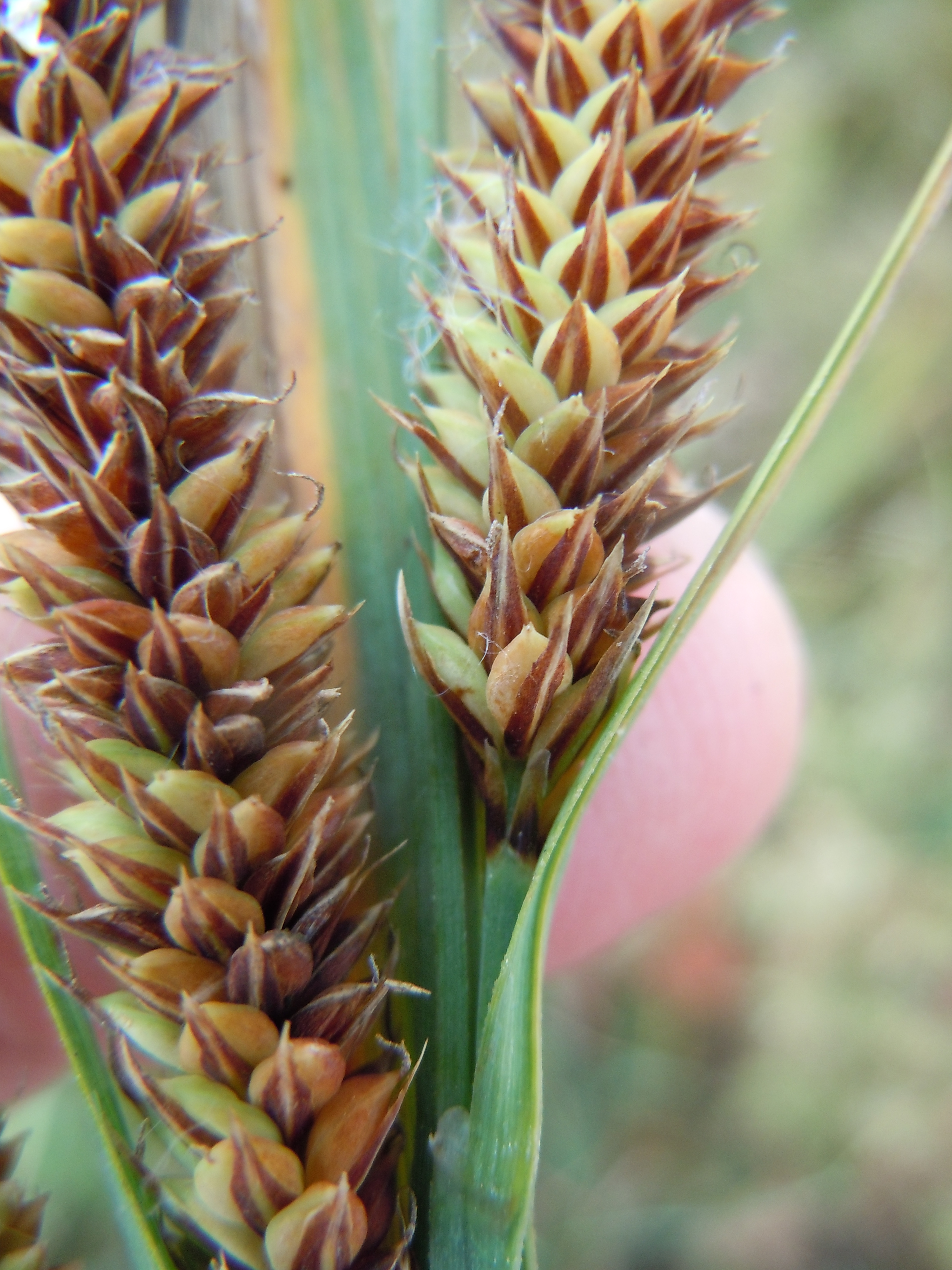
Espigas

## Descripción
Esta juncia tiene tallos verticales, angulados y esponjosos de hasta unos 90 centímetros de altura. Las hojas son ceraceas que forma mechones azulados alrededor de la base de cada tallo. El sistema radicular es una muy densa red de rizomas. La inflorescencia incluye unos estrechos puntas masculinas por encima de algunos más amplio  picos femeninos en cortos pedúnculos.  El fruto está cubierto en un duro, un poco inflado saco, llamado perigonio, que a veces tiene un patrón de manchas de color rojo. Se utiliza esta juncia para incluirla en el forraje para el ganado y animales salvajes, la restauración de humedales, el control de la erosión y compactación del suelo, y los humedales naturales de tratamiento de aguas residuales.

## Hábitat y distribución
Es nativa de la zona occidental y central de Estados Unidos y hacia el centro de Canadá, donde crece en los humedales. Tolera suelos alcalinos y de inmersión durante largos períodos de tiempo.

## Taxonomía
Carex nebrascensis fue descrita por  Chester Dewey y publicado en American Journal of Science, and Arts, ser. 2, 18(1): 102–103. 1854.
Etimología
Ver: Carex
nebrascensis; epíteto geográfico que alude a su localización en Nebraska.
Sinonimia
- Carex jamesii var. nebrascensis (Dewey) L.H. Bailey
- Carex nebrascensis var. eruciformis Suksd.
- Carex nebrascensis var. praevia L.H. Bailey
- Carex nebrascensis var. ultriformis L.H. Bailey[3]